# Shogun (Teruo Matsumoto)
Shogun ist ein Brettspiel, das der Japaner Teruo Matsumoto 1976 erfand. Im selben Jahr erschien das Spiel bei Epoch Playthings und 1977 bei Lakeside Industries. Weiter wurde das Spiel von Sears unter Lizenz von Epoch Playthings veröffentlicht. 1979 wurde es dann vom Otto Maier Verlag (Ravensburger) veröffentlicht.
Es wird von zwei Spielern ab einem empfohlenen Alter von acht Jahren gespielt und ähnelt Schach. Es ist gleichermaßen ein taktisches wie auch ein Glücksspiel und dauert ca. 30 Minuten. Shogun war in der Auswahlliste zum ersten Spiel des Jahres 1979 und erreichte bei der Wahl des Goldenen Pöppels 1980 gemeinsam mit Risiko den zweiten Platz.

## Geschichtliche Bedeutung des Namens
Der namensgebende Shōgun herrschte in Japan als kaiserlicher Feldherr. Er war vom Mittelalter bis zum 19. Jahrhundert in der japanischen Politik mächtiger als der Kaiser.

## Das Spielbrett und die Spielsteine

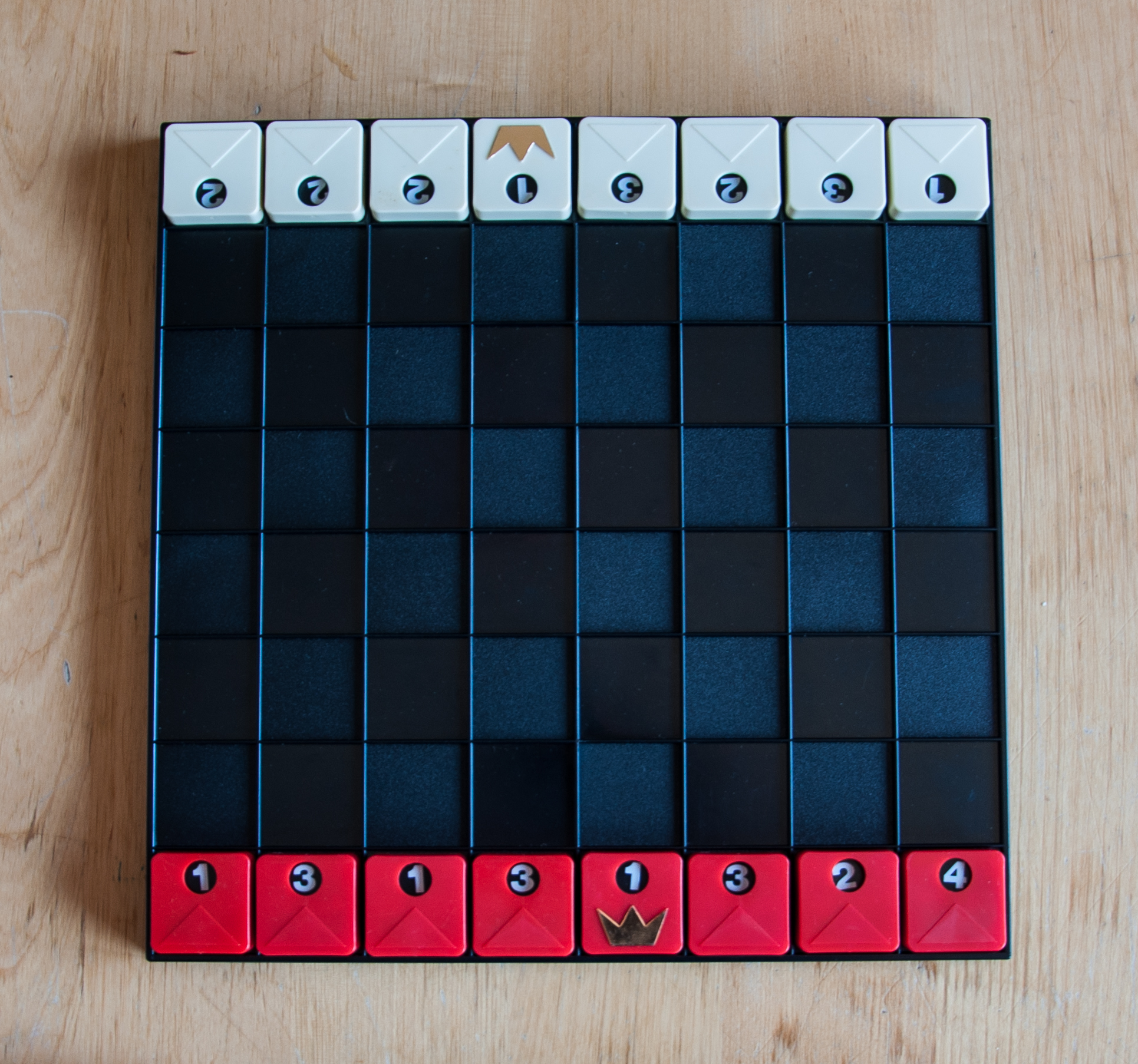
Startaufstellung

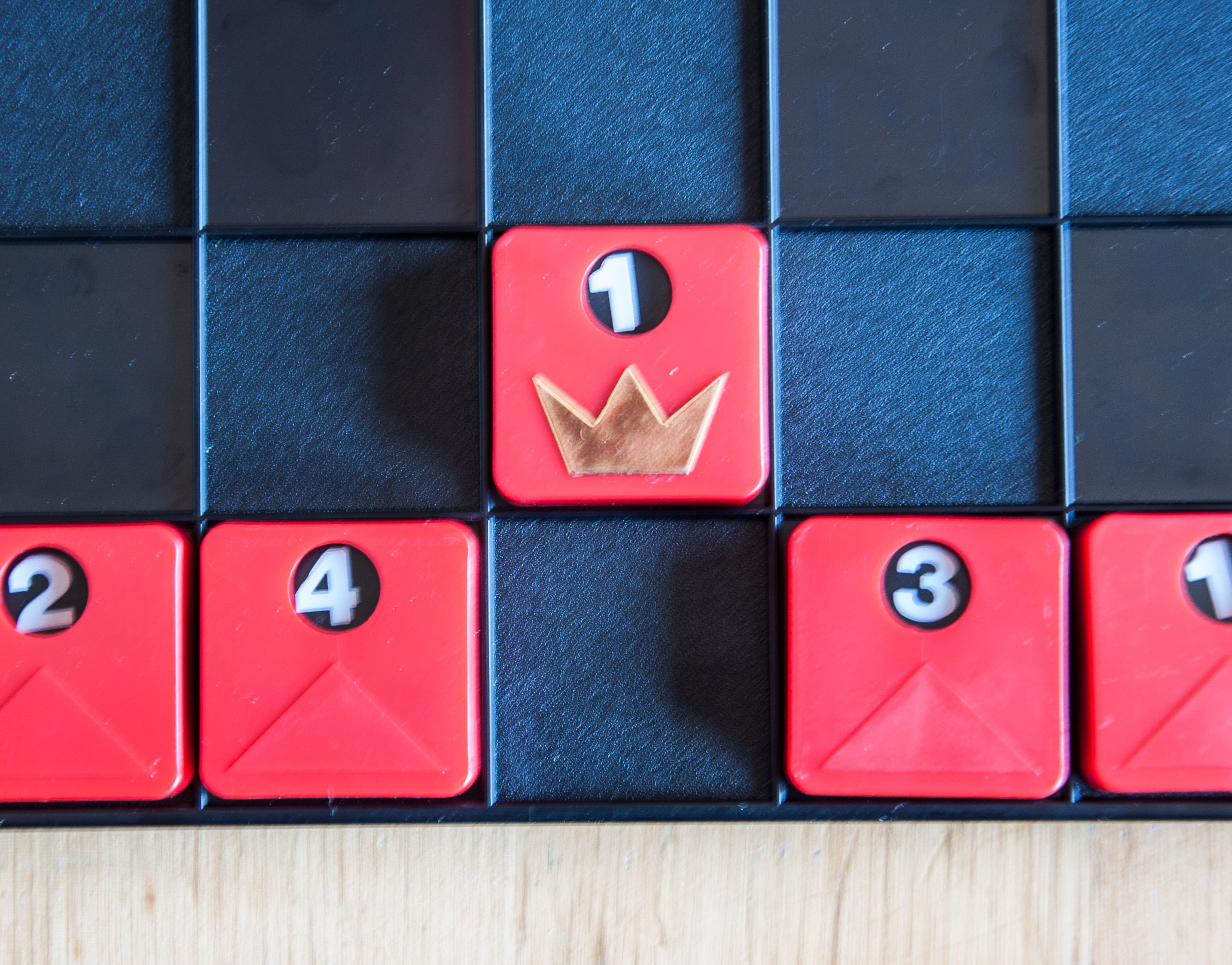
Shogun-Steine: Roter Shogun und weitere Spielsteine

Ein Shogun-Spiel besteht aus einem Spielbrett aus schwarzem Plastik mit kleinen Magneten auf der Unterseite. Es hat acht mal acht Felder und ist schachbrettartig aufgebaut.
Es gibt acht weiße und acht rote Spielsteine aus Plastik. Innenliegend sind kleine Metallplättchen mit aufgedruckten Ziffern. In jeder Farbe gibt es jeweils sieben normale Spielsteine, die mit einem Pfeil gekennzeichnet sind und einen Shogun-Stein, der mit einer Krone (kein Samuraihelm) gekennzeichnet ist.

## Die Spielregeln

### Spielvorbereitungen
Das Spielbrett liegt zwischen beiden Spielern, die sich gegenübersitzen. Vor Beginn einer neuen Partie wird das Spielbrett um 90° gedreht. Damit wird verhindert, dass sich ein Spieler die magnetischen Stellungen merken kann. Die acht Spielsteine werden auf der Grundlinie aufgestellt. Die Pfeile auf den Spielsteinen zeigen auf den Gegner. Der Shogun-Spielstein steht als vierter Stein von rechts auf der Grundlinie.

### Das Ziel des Spiels
Jeder der beiden Spieler versucht durch Ziehen und Schlagen von Steinen den Shogun-Stein des Gegners zu besiegen. Dies ist erreicht, wenn er keine Zugmöglichkeit mehr hat.
Die zweite Möglichkeit, das Spiel siegreich zu beenden ist es, die gegnerischen Spielsteine so zu schlagen, dass nur noch der Shogun-Stein und ein weiterer normaler Stein übrig bleibt (also sechs gegnerische Steine geschlagen sind).

### Spielablauf
Die Spieler ziehen abwechselnd einen Spielstein. Der normale Spielstein zeigt eine der Ziffern 1 bis 4, der Shogun-Stein die Ziffern 1 oder 2. Die beim Zugbeginn angezeigte Ziffer bestimmt die Anzahl der Felder, die der Spielstein zu ziehen ist. In einem Zug darf nur einmal die Richtung gewechselt und nicht gleichzeitig vor- und zurückgezogen werden. Spielsteine dürfen nicht übersprungen werden.
Durch die Magnete unter dem Spielbrett und den Magneten in den Spielsteinen verändern sich die Ziffern mit jedem Zug. Während des Zugs verändert sich somit stets die angezeigte Ziffer. Dies hat für den Zug jeweils keine Relevanz.
Wird der Shogun-Stein des Gegners bedroht, so spricht der Bedroher „Shogun!“ aus. Damit kann der Gegner die Gelegenheit ergreifen, sich aus der bedrohlichen Stellung zu befreien. Dies erreicht er, wenn der Shogun-Stein auf ein freies nicht bedrohtes Feld gezogen, der gegnerische Stein geschlagen, oder zwischen beide Steine ein dritter Stein gezogen wird.

### Schlagen
Die normalen Spielsteine werden geschlagen, wenn man mit Ziehen des Spielsteins das Feld des gegnerischen Spielsteins genau erreicht. Der Spielstein wird aus der Partie herausgenommen. Die einzige Spielfigur, die nicht geschlagen werden kann, ist der Shogun-Stein. Wird dieser Stein bedroht, und er kann sich nicht befreien, so ist das Spiel beendet.

## Computerspiele
Die erste Umsetzung als Computerspiel erfolgte 1991 für SAM Coupé. Diese Version bietet nur einen Zwei-Spieler-Modus.
Eine 2010 programmierte Version für Sinclair ZX Spectrum bietet erstmals die Möglichkeit, auch gegen den Computer zu spielen. Im folgenden Jahr gab es vom gleichen Entwickler eine Portierung für den Sinclair ZX81 mit 16K bzw. 1K.
Für Android existiert eine Computer-Umsetzung des Spiels unter dem Namen Shogun, die auf Google Play erhältlich ist. Autor ist Dieter Kasandra-Lisy. Es gibt auch noch andere Brett- und Computerspiele mit gleichem Namen, die aber nichts mit dem Spiel von Teruo Matsumoto zu tun haben.